# Expédition British Graham Land
L’expédition British Graham Land (BGLE), était une expédition en Antarctique. Elle fut menée entre 1934 et 1937 sur la terre de Graham dans le cadre de recherches géophysiques et dirigée par John Riddoch Rymill.